# 勅使瓦武志
勅使瓦 武志（てしがわら たけし、1966年4月9日 - ）は日本で活動するミュージカル俳優である。千葉県流山市出身。劇団四季所属。

## 来歴
文学座付属演劇研究所卒業後は俳優としてテレビや舞台で活動していた。2004年10月に劇団四季オーディションに合格し、劇団四季へ入団し、アンチゴーヌの衛兵役で初舞台出演を果たした。2010年に開幕したサウンド・オブ・ミュージックではオリジナルキャストとしてマックス役で出演しており、マックス役は2016年千秋楽の東京公演までの6公演すべてで出演経験があり、同作品のスーパーバイザーも務めた。
2018年よりディズニー人気作品アラジンで、ジャファー役で出演。

## 主な出演作品

### 舞台
- アンチゴーヌ（衛兵）
- 解ってたまるか!（山中俊夫）
- アイーダ（ファラオ）
- ふたりのロッテ（ルートヴィッヒ・パルフィー）
- 鹿鳴館（坂崎男爵、伊藤博文）
- ウエストサイド物語（シュランク、グラッド・ハンド）
- サウンド・オブ・ミュージック（マックス）
- ウィキッド（オズの魔法使い）
- アラジン（ジャファー）
- ミュージカル坂本龍馬（幕府要人）
- オペラ座の怪人（ムッシュー・ルフェーブル）

### テレビ
- 世にも奇妙な物語（1991年2月7日、こけし谷）